# Einlösungsklausel
Die Einlösungsklausel ist ein Begriff des Versicherungsvertragsgesetzes (VVG). Grundsätzlich besteht gemäß § 37 VVG (bis 31. Dezember 2008: § 38 VVG) Versicherungsschutz nur dann, wenn der Versicherungsnehmer die Prämie für seinen Vertrag bezahlt hat, gleichgültig welcher Termin für die materielle Wirkung des Vertrages vorgesehen ist. Wenn später gezahlt wird, tritt die Haftung für den Vertragsgegenstand nicht rückwirkend in Kraft, sondern ab dem Zeitpunkt der Zahlung (Einlösung der Prämie).
Da der Versicherungsschein (Police) nebst dem verbindlichen, zu zahlenden Beitrag (Prämie) dem Versicherungsnehmer oft aber 
erst nach dem gewünschten Versicherungsbeginn zugeht, wofür dieser aufgrund des notwendigen Verwaltungsaufwandes beim Versicherer regelmäßig nichts kann, entsteht beim Versicherungsnehmer eine versicherungsrechtlich relevante Deckungslücke (einfache oder auch strenge Einlösungsklausel), für die das Rechtsbedürfnis ihrer Schließung besteht. Um diese zu schließen, wurde in den Allgemeinen Versicherungsbestimmungen für diesen Fall die Regelung eines erweiterten Versicherungsschutzes eingearbeitet.
Die erweiterte Einlösungsklausel besagt, dass Versicherungsschutz ab dem so genannten technischen Beginn gewährt wird, wenn der Versicherungsnehmer unverzüglich nach Erhalt der Police die Prämie bezahlt. Rechtlich betrachtet fallen hier – kraft Fiktion – der materielle (Zeitpunkt der Zahlung des Einlösungsbeitrages) und der technische Vertragsbeginn (Versicherungsbeginn laut Police) zeitlich zusammen.